# Spetsialna Operatsiia
Spetsialna Operatsiia (international: Special Operation) ist ein ukrainisch-litauischer Dokumentarfilm von Oleksiy Radynski aus dem Jahr 2025.

## Inhalt
Im Zuge des russischen Überfalls auf die Ukraine ab dem 24. Februar 2022 besetzten russische Truppen das Kernkraftwerk Tschernobyl. Dabei wurden sie bis zum Stromausfall von Überwachungskameras gefilmt, die nun in Filmform vorliegen.

## Produktion
Regisseur Radynski erhielt von der Deutschen Filmakademie ein Stipendium, um den Film umzusetzen, der in der Anfangsphase noch War in Chernobyl hieß. Bereits vor dem Überfall interessierte er sich für Tschernobyl, konnte aber erst nach dem Abzug der Truppen im Gebiet filmen. Auch beschäftigte er sich in einem Projekt, das Zeugenaussagen über russische Kriegsverbrechen sammelt.
Der Film feierte am 16. Februar auf der Berlinale 2025 in der Kategorie Forum Expanded Premiere.